# CoreData
Core Data — фреймворк от компании Apple, встроенный в операционную систему iOS, MacOS, который позволяет разработчику взаимодействовать с базой данных. Был представлен компанией Apple c анонсом             Mac OS X 10.4 Tiger и iOS с iPhone SDK 3.0. Позволяет данным быть организованными в Сущность-Атрибут-Значение (EAV). Управление данными может быть осуществлено с помощью манипуляций сущностей и их взаимосвязей.

## Структура
- Managed Object Context — компонент с которым идет взаимодействие, каждый раз, когда идет сохранение или перезапись;
- Persistent Store Coordinator — выполняет цель хранения данных;
- Managed Object Model — модель БД;
- Persistent Store — репозиторий, где хранятся данные;

## Использование
Сore Data описывает данные, которые хранятся в iOS приложении, код может манипулировать для сохранения и записи данных в приложении. Модель БД создается в Interface Builder.  Код пишется на Objective-C или Swift. Core Data организован в огромные классы.
Суть работы фреймворка, как внутренней БД проста: создание модели, и при добавлении новых элементов сохранение с помощью метода saveContext(); в модель с помощью ниже приведенных методов в таблице.
Приложение не может работать без БД, так как при выходе из него данные будут утрачены. Это и является главной целью данного фреймворка — хранение данных, есть так же и похожие: Realm, SQLite. Ниже приведена таблица с описанием структуры фреймворка.
| Имя                    | Использование                         | Ключевые методы:                                                              |
| ---------------------- | ------------------------------------- | ----------------------------------------------------------------------------- |
| NSManagedObject        | - A "row" of data - Access attributes | - -entity - -valueForKey - -setValue - forKey                                 |
| NSManagedObjectContext | - - Changes - - Actions               | - setFetchRequestTemplate forName; fetchRequestTemplateForName                |
| NSPredicate            | - Specify query                       | - predicateWithFormat - evaluateWithObject                                    |
| NSManagedObjectModel   | - Structure - Storage                 | - -setFetchRequestTemplate: forName - fetchRequestTemplateForName - -entities |
| NSFetchRequest         | - Request data                        | - -setPredicate - setEntity - -setFetchBatchSize                              |

## Формат хранения
Core Data может конвертировать данные в XML, бинарный код, SQLite для хранения. Core Data схемы стандартизированы.
Если на компьютере не установлен Xcode, то возможность прочитать модель данных есть.

## История
Основная часть фреймворка была написана во время работы Стива Джобса в компании NeXT, Enterprise Objects Framework (EOF) на языке Objective-C.
EOF был специально разработан на  object-relational mapping для SQL database двигателей как Microsoft SQL Server and Oracle. Существует много аналогов данного фреймворка таких как: Realm, SQLite.
На сегодняшний день этот фреймворк является самым главным в компании и пользуется огромным спросом среди разработчиков.